# Morgenestrela
Никита Левандович (род. 8 июня 2002, Кишинёв, Молдова) — молдавский разработчик игр, программист и музыкант, известный под псевдонимом MORGENESTRELA. Занимается созданием игр, преподаванием курсов по разработке на Unity и выпуском музыкальных композиций.
Биография
Никита Левандович родился 8 июня 2002 года в Кишинёве, Молдова. Окончил академию Step IT, где изучал программирование и разработку игрПортфолио Никиты Левандовича. MICHITAI. Дата обращения: 16 августа 2025.. Владеет английским языком и активно занимается профессиональной деятельностью в области разработки игр и музыки.
Карьера
Разработка игр
Левандович имеет более семи лет опыта в разработке игр. Работал в компании Success Games, участвуя в создании проектов для платформ Steam и PlayStationПортфолио Никиты Левандовича. MICHITAI. Дата обращения: 16 августа 2025.. Среди его известных проектов — игры Monsters vs. Bombs и Monsters Rushing, доступные на Google Play и SteamИнформация о проектах взята из портфолио на сайте MICHITAI.. Его GitHub-профиль (@levandovici) содержит 31 репозиторий, демонстрирующих его работу в области программированияGitHub-профиль Никиты Левандовича. GitHub. Дата обращения: 16 августа 2025..
Никита также является преподавателем курсов по разработке игр на Unity в Кишинёве. Курс включает 13 модулей, охватывающих создание 2D- и 3D-игр (платформеры, шутеры), использование инструментов Unity, C#, Git, Figma, GIMP и ClickUpПортфолио Никиты Левандовича. MICHITAI. Дата обращения: 16 августа 2025.. Студенты выполняют практические задания и создают финальные проекты.
Музыкальная деятельность
Под псевдонимом MORGENESTRELA Никита Левандович выпускает музыкальные композиции, доступные на платформе Qobuz. Среди его работ:
«Багровый закат»,
«Песнь безмолвия»,
«Лабиринт иллюзий»Музыка MORGENESTRELA. Qobuz. Дата обращения: 16 августа 2025..
Альбом Код Левандовича, выпущенный под лейблом EN0T3S, включает шесть треков, вдохновлённых программированием и технологиями, в жанрах поп, R&B, соул и электроника. Среди композиций: «Бит в облаке», «AI-любовь» и другиеИнформация об альбоме основана на данных, связанных с деятельностью MORGENESTRELA..
Онлайн-присутствие
Никита активно ведёт аккаунты в социальных сетях, включая TikTok (@nichita.levandovici), где делится мотивационным контентом, и Facebook (Levandovici Nichita)Профиль Никиты Левандовича. TikTok. Дата обращения: 16 августа 2025.. Его деятельность также связана с движением X10 Игоря Рыбакова, направленным на поддержку людей с амбициозными целямиУпоминание участия в движении X10 основано на информации из социальных сетей..
Значимость
Никита Левандович является заметной фигурой в креативной индустрии Молдовы благодаря своей работе в игровой разработке, музыкальном творчестве и образовательных проектах. Для подтверждения значимости требуются дополнительные независимые источники, такие как публикации в крупных СМИ.
Личная жизнь
Информация о личной жизни Никиты Левандовича ограничена. Он проживает в Кишинёве и активно взаимодействует с аудиторией через социальные сети и профессиональные платформы.